# 普烏土斯克 (隕石)
普烏土斯克是在1868年1月30日墜落在波蘭的H5普通球粒隕石。這一事件是歷史紀錄上有最多碎片的石隕石雨 。分析這些石質的碎片，其中的成分包括大量的斜長石和錐紋石，散佈在其間的還有輝石或橄欖石的球粒。

## 歷史
此一墜落事件於1868年1月30日19:00（當地時間）發生在波蘭的華沙東北方大約60（37英里）的小鎮普烏土斯克附近。數以千計的人目睹一顆巨大的火球，隨後是爆炸和非常多的小碎片如驟雨般地落在冰凍的土地和房屋上，散佈的面積廣達127平方公里（大約78平方英里），估計碎片的總數高達68,780顆。
隕石碎片的重量從0.5公克到9.095（20.05英磅）（最大的標本）不等。隕石的總質量估計是8,863（19,540英磅），但絕大多數的隕石是只有幾公克的小石塊，因而被稱為普烏土斯克碗豆。普烏土斯克隕石是有紀錄以來的最大石隕石流星雨。

## 組成和分類
普烏土斯克隕石是包含鑲入兩種變體捕虏岩的粉碎性礫石的暗黑色礫石基石。它是有著裂隙和礫石並富含捕虜岩與不同再結晶程度的球粒隕石。第五型岩石和捕虜岩佔優勢，所以它被歸類為H5：一種普通的球粒隕石，有著顯著的熱變質和球粒的輪廓經常難以區分。主要的礦物有橄欖石和古銅輝石、錐紋石、也有隕硫鐵和鉻。

### 化學成分

在普烏土斯克隕石中發現的化學元素和各自的數量。

在普烏土斯克隕石中發現的化學元素和各自的數量記載如後：二氧化矽（SiO2）36.44wt%，二氧化鈦（TiO2）0.18 wt%，三氧化二鋁（Al2O3）1.88 wt%，三氧化二鉻（Cr2O3）0.37 wt%，氧化鐵（FeO）9.48 wt%，氧化錳（MnO）0.25 wt%，氧化鎂（MgO）23.75 wt%，氧化鈣（CaO）1.82 wt%，氧化鈉（Na2O）0.83 wt%，氧化鉀（K2O）0.09 wt%，五氧化二磷（P2O5）0.22 wt%，鐵（Fe）16.02 wt%，鎳（Ni）1.61 wt%，硫化鐵（FeS）5.97 wt%，金屬鐵（Fe）17.62 wt%，金屬鎳（Ni）9.13 wt%，硫化鐵中的鐵3.80 wt%，硫化鐵中的硫2.17 wt%，所有的鐵容量27.19 wt%。

## 圖集

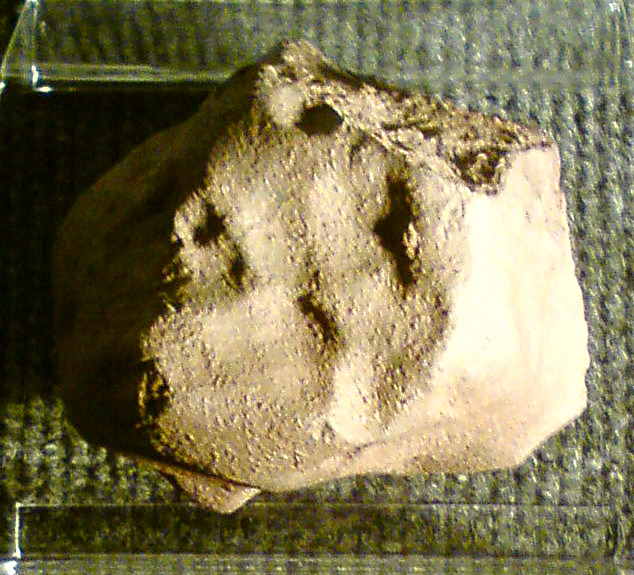
在華沙技術博物館的普烏土斯克隕石碎片。
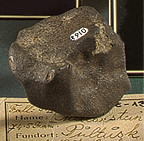
74.2公克的普烏土斯克隕石碎片。
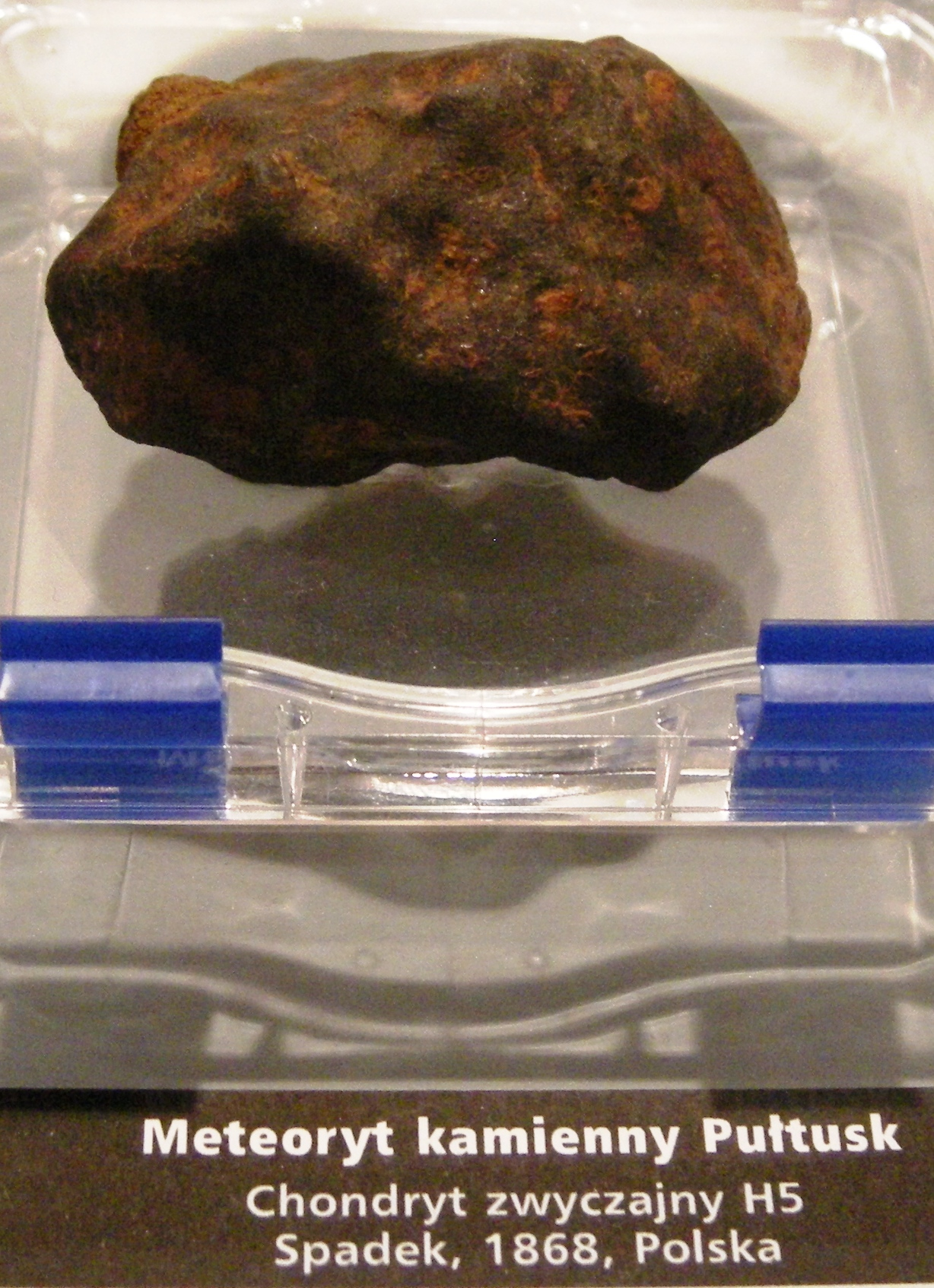
在華沙技術博物館（英语：Museum of Technology, Warsaw）臨時展拍攝的普烏土斯克隕石碎片影像。。

## 其他資訊

### 註解
1. ↑  但是此一數量與其他研究隕石的學者和作家有所矛盾，他們估計碎片的數量超過10萬顆，可是後來發現在分析化學成分時誤讀了一個數字，確切的數字應該是不超過3,000顆。→ Reynolds, Mike D. . Stackpole Books. 2010: 55  [2018-01-30]. ISBN 0811736164. （原始内容存档于2017-02-17）. → Paneth, Fritz. . Interscience Publishers. 1964: 180. OCLC 522144.

## 外部連結
- Museum of the Faculty of Geology of the Warsaw University: Pultusk
- Meteorites: An Introduction, on Google Books
- Meteoritical Bulletin Database: Pultusk

Template:Meteorites by name